# Hearst Tower (New York)

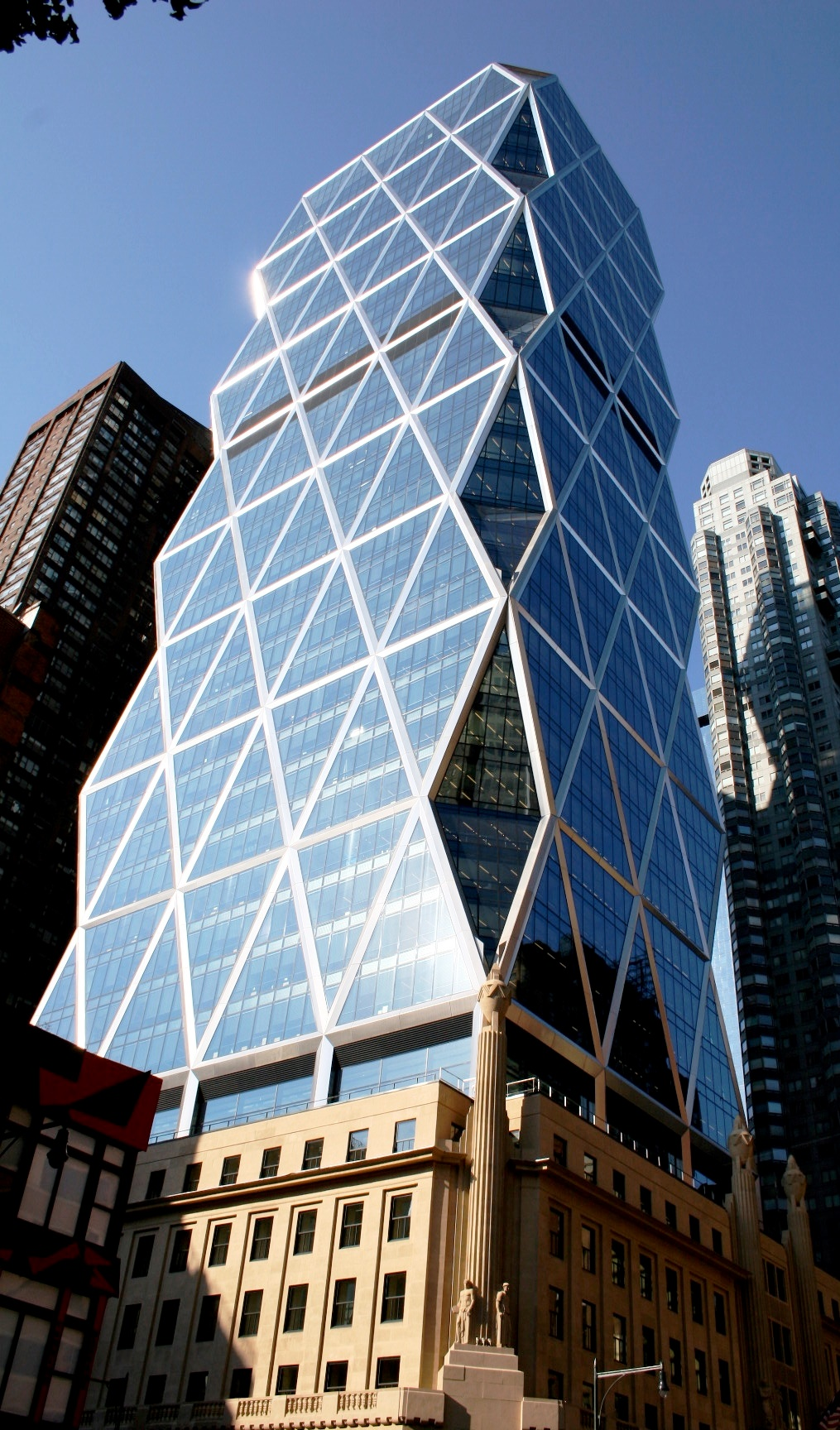
De Hearst Tower in september 2006

De Hearst Tower is een wolkenkrabber gelegen in Manhattan, New York. Het is het hoofdkantoor van de Hearst Corporation, en er zijn ook nog andere bedrijven in gevestigd. De wolkenkrabber is gebouwd over een bestaand gebouw van 6 verdiepingen dat is voltooid in 1928. De Hearst Tower werd 78 jaar later opgeleverd dan het bestaande gebouw, namelijk in 2006. Het gebouw is ontworpen door architect Norman Foster. Het gebouw heeft een hoogte van 182 meter en er zijn 46 verdiepingen. Het oppervlak is 80.000m².
De Hearst Tower heeft in 2006 de eerste prijs gewonnen van de Emporis skyscraper Award.
Het gebouw is het eerste 'groene gebouw' dat gebouwd is in New York. Zo wordt regenwater afkomstig van het dak opgeslagen in een reservoir, die gebruikt wordt voor het koelingssysteem, en de wolkenkrabber is gebouwd van 80% gerecycleerd staal.